# هوهانس میناسیان
هوهانس مارتیروسی میناسیان (ارمنی: Հովհաննես Մարտիրոսի Մինասյան؛ زاده ۱۰ ژانویهٔ ۱۹۲۸ - درگذشته ۵ ژوئن ۱۹۷۲) نقاش اهل ارمنستان بود.

## زندگی‌نامه
وی در ۱۰ ژانویهٔ ۱۹۲۸ در لنیناکان به دنیا آمد و از کالج دولتی هنرهای زیبای پانوس ترلمزیان (۱۹۴۶) و آکادمی امپریال هنر سنت پترزبورگ (۱۹۵۸) فارغ‌التحصیل گشت. وی همچنین برنده جوایزی همچون نقاش شایسته ارمنستان شوروی (۱۹۷۰) شد. وی در ۵ ژوئن ۱۹۷۲ در سن ۴۴ سالگی در ایروان درگذشت و در آرامستان مرکزی ایروان (توخماخ) به خاک سپرده شد.

## نگارخانه

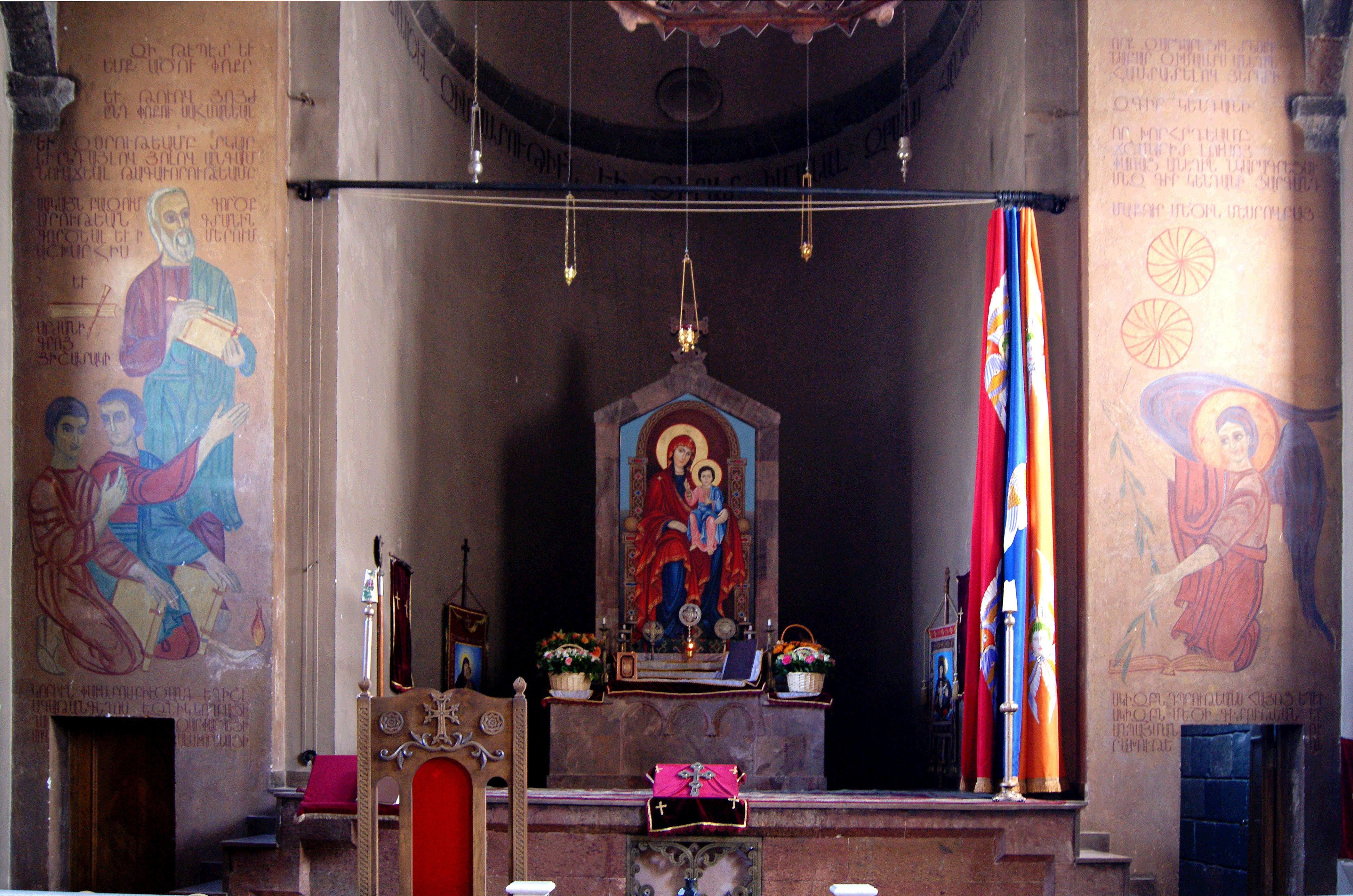